# TP de Oro
Le TP de Oro est une récompense de la télévision espagnole attribuée chaque année entre 1973 et 2011. 
Ce prix, attribué par le revue Teleprograma, est considéré comme la plus ancienne des récompenses importantes de la télévision espagnole.

## Récipiendaires notables
- Imanol Arias[2]
- Matías Prats Luque
- Ana Rosa Quintana
- Alfredo Landa,
- Charo López
- Jesús Vázquez
- Lina Morgan[3]
- Marta Robles